# Elina Netšajeva
Elina Netšajeva, född 10 november 1991, är en estnisk sångerska (sopran). Hon representerade Estland i Eurovision Song Contest 2018. Där gick hon vidare till finalen från semifinal 1. 